# Poppelsche Leij
Poppelsche Leij är ett vattendrag i Belgien, på gränsen till Nederländerna. Det ligger i den norra delen av landet, 90 km nordost om huvudstaden Bryssel.
Omgivningarna runt Poppelsche Leij är en mosaik av jordbruksmark och naturlig växtlighet. Runt Poppelsche Leij är det ganska tätbefolkat, med 172 invånare per kvadratkilometer.